# Ge Fortgens
Gerardus "Gerrit" Fortgens (Haarlem, Holanda del Nord, 10 de juliol de 1887 - Haarlem, 4 de maig de 1957) va ser un futbolista neerlandès que va competir a començament del segle xx. Jugà com a defensa i migcampista i en el seu palmarès destaca la medalla de bronze en la competició de futbol dels Jocs Olímpics d'Estocolm, el 1912.
Entre 1906 i 1914 jugà a l'AFC Ajax. Posteriorment ho va fer a l'UVV i a l'HFC Haarlem. A la selecció nacional jugà un total de 8 partits, en què no marcà cap gol. Debutà contra Bèlgica el març de 1911 i disputà el seu darrer partit contra Dinamarca el juliol de 1912.